# Kunchukojabl
Kunchukojabl (del ruso: Кунчукохабль) es un aúl del raión de Teuchezh en la república de Adiguesia de Rusia. Está situado en la desembocadura del río Pshish en el embalse de Krasnodar 12 km al nordeste de Ponezhukái y 65 km al noroeste de Maikop, la capital de la república. Tenía 553 habitantes en 2010.
Pertenece al municipio Dzhidzhijáblskoye.

## Historia
El aul fue fundado en 1830.

## Servicios sociales
La localidad cuenta con una escuela de enseñanza general, una biblioteca, una Casa de Cultura y un punto de atención sanitaria rural.

## Personalidades
- Nalbi Kuek (1938-2007), escritor adigué. Artista Honorable de la República de Adiguesia.